# La gazza ladra (Kurzfilm)
La gazza ladra (dt. Die diebische Elster) ist ein italienischer animierter Kurzfilm von Giulio Giannini und Emanuele Luzzati aus dem Jahr 1965.

## Handlung
Nach 100 Jahren des Krieges gegeneinander verbünden sich drei mächtige Könige, um gemeinsam in den Krieg gegen die Vögel zu ziehen. Große Heere marschieren auf und erschießen zahlreiche Vögel. Eine Elster jedoch fliegt zu den Königen und stiehlt ihnen die Kronen. Danach pickt sie von den Helmen der Soldaten die Federn. Die Könige beginnen die Jagd auf die Elster, doch die pickt die Wolken an und sorgt für starken Regen, der das Meer ansteigen lässt. Die Könige verwenden ihre aufgeklappten Regenschirme als Boote und die Elster formt starke Wellen mit ihrem Schnabel und lässt die Könige untergehen, die nun im Meer vor gefährlichen Fischen flüchten müssen.
Über die Erfolge der Elster, die die Könige immer kleiner werden lässt, werden auch die anderen Vögel mutiger. Die Könige flüchten in ihr Schloss und alle Vögel zerstören den Bau und fliegen anschließend davon.

## Produktion
La gazza ladra bezieht seinen Namen von Rossinis gleichnamiger Oper La gazza ladra. Die Ouvertüre der Oper dient dabei als Grundlage für die Animation. Der Inhalt des Films hat mit dem Inhalt der Oper nichts zu tun.

## Auszeichnungen
La gazza ladra wurde 1966 für einen Oscar in der Kategorie „Bester animierter Kurzfilm“ nominiert, konnte sich jedoch nicht gegen The Dot and the Line durchsetzen.
Auf dem Melbourne International Film Festival wurde Giulio Giannini 1965 mit dem Grand Prix ausgezeichnet.